# Écozone paléarctique : plantes à graines par nom scientifique (HE)
| HE | 

## H

### He

#### Heb
- Hebe
  - Hebe andersonii - Véronique arbustive
  - Hebe armstrongii
  - Hebe brachysiphon
  - Hebe leiophylla
  - Hebe microphylla
  - Hebe pinguifolia

#### Hed
- Hedera - Araliacées
  - Hedera canariensis - Lierre des Canaries
  - Hedera helix - Lierre grimpant

- Hedychium - fam. Zingibéracées
  - Hedychium flavescent
    - Hedychium flavescent roscoe'

- Hedysarum
  - Hedysarum boutignyanum
  - Hedysarum spinosissimum

- Hedyscepe - fam. Arécacées (palmier)
  - Hedyscepe canterburyana

#### Hel
- Helenium
  - Helenium autumnale - Hélénie d'automne
  - Helenium Hoopesii - Hélénie jaune

- Helianthemum - fam. Cistacées
  - Helianthemum aegypticum
  - Helianthemum apenninum
  - Helianthemum asperum
  - Helianthemum canum
  - Helianthemum caput-felis
  - Helianthemum cinereum
  - Helianthemum croceum
  - Helianthemum grandiflorum - Hélianthème à grandes fleurs
  - Helianthemum hirtum
  - Helianthemum hymettium
  - Helianthemum lavandifolium
  - Helianthemum ledifolium
  - Helianthemum leptophyllum
  - Helianthemum lunulatum
  - Helianthemum marifolium
  - Helianthemum nummularium - Hélianthème nummulaire
  - etc.

- Helianthus - fam. Astéracées (plante vivace)
  - Helianthus annuus - Tournesol ou Soleil tournesol
  - Helianthus atrorubens
  - Helianthus decapetalus
  - Helianthus maximiliani
  - Helianthus multiflorus
  - Helianthus rigidus
  - Helianthus salicifolius
  - Helianthus sparsifolius
  - Helianthus superbus
  - Helianthus tuberosus - Topinambour ou Artichaut de Jérusalem (légume)

- Helichrysum - fam. Astéracées voir Xeranthenum
  - Helichrysum bracteatum - Immortelle à bractée
  - Helichrysum petiolatum
  - Helichrysum stoechas - Immortelle commune

- Heliconia - fam. Musacées
  - Heliconia bihai - Balisier
  - Heliconia psittacorum - Balisier
  - Heliconia rostrata - Éliconia

- Helictotrichon - fam. Poacées
  - Helictotrichon sempervirens - Avoine bleu

- Heliopsis - fam. Astéracées
  - Heliopsis helianthoides' - Heliopsis faux helianthe
  - Heliopsis scabra - Héliopsis scabreuse
    - Heliopsis scabra Major Héliopsis scabreuse à grandes fleurs

- Heliotropium - fam. Borraginacées
  - Heliotropium arborescens - Héliotrope du Pérou ou « Fleur des dames »
  - Heliotropium grandiflorum - Héliotrope à grande fleur
  - Heliotropium peruvianum - Héliotrope du Pérou
    - Heliotropium peruvianum Marinum - Héliotrope du Pérou marine

  - Heliotropium supinum - Héliotrope couché

- Helipterum - fam. Astéracées
  - Helipterum roseum - Acroclinium
  - Helipterum manglesii - Rhodanthe de Mangles
    - Helipterum manglesii maculata - Rhodanthe de Mangles

- Helleborus - fam. Renonculacées
  - Helleborus corsicus - Hellébore de Corse
  - Helleborus foetidus - Hellébore fétide
  - Helleborus niger - Rose de Noël
  - Helleborus viridis - Hellébore vert

#### Hem
- Hemerocallis - fam. Liliacées
  - Hemerocallis fulva - Hémérocalle jaune ou « Lys orange »
  - Hemerocallis lilo-asphodelus - Hémérocalle fauve
  - Hemerocallis middendorffii - Hémérocalle de Sibérie

#### Hep
- Hepatica - fam. Renonculacées
  - Hepatica nobilis - Anémone hépatique
  - Hepatica transsylvanica

#### Her
- Heracleum - fam. Apiacées
  - Heracleum sphondylium - Grande Berce ou « Patte-d'ours »
    - Heracleum sphondylium roseum'

- Herminium - fam. Orchidaceae
  - Herminium monorchis - Orchis à un bulbe

- Hermodactyle
  - Hermodactyle tuberosus - Iris des serpents

- Herniaria
  - Herniaria latifolia
    - Herniaria latifolia litardierei - Herniaire de Litardière

#### Hes
- Hesperis - fam. Crucifères ou Brassicacées
  - Hesperis matronalis - Julienne des dames
  - Malcolmia maritima - Julienne de Mahon

#### Het
- Heterostemon

#### Heu
- Heuchera - fam. Saxifragacées
  - Heuchera sanguinea - Heuchera sanguine